# Statoil Fuel & Retail (Danmark)
|  | Sammenskrivningsforslag Artiklerne Statoil Fuel & Retail, Statoil Fuel & Retail (Danmark) er foreslået sammenskrevet. (Siden marts 2016) Diskutér forslaget |

 Der er for få eller ingen kildehenvisninger i denne artikel, hvilket er et problem. Du kan hjælpe ved at angive troværdige kilder til de påstande, som fremføres i artiklen.

Statoil Fuel & Retail A/S var Statoil ASA danske datterselskab, det havde salgsaktiviteter i Danmark og  havde som Statoil A/S både raffinerings- og salgsaktiviteter i Danmark indtil 2010 og var indtil 1. januar 2006 opdelt i to selskaber: Statoil Detailhandel A/S og Statoil A/S.
Statoil Statoil Fuel & Retail A/S drev 365 benzinstationer hvoraf 158 stationer var automatanlæg og drives  under varemærket INGO.
I slutningen af 2012 blev Statoil Fuel & Retails bemandede servicestationer i Scandinavien samt Rusland og Baltikum opkøbt af canadiske Alimentation Couche-Tard som i forvejen driver servicestationer og convenience butikker i Canada og USA under brand navnene Couche-Tard, Mac's og Circle K.
Fra og med April 2016 drives Statoils butikker videre under navnet Circle K og det danske datterselskab skiftede ved samme lejlighed navn til Circle K Danmark A/S..  Butikkerne ændrer gradvist navn i løbet af 2016 og 2017.
Statoils olieraffinaderi i Kalundborg hører stadig under Statoil ASA og vil fortsat levere brændstof til de danske Circle K og INGO benzinstationer.

## Statoils historie i Danmark
Det selskab, der i dag udgør Statoil A/S i Danmark, blev etableret tilbage i 1889 som rent dansk selskab under navnet Det Danske Petroleums Aktieselskab DDPA og er derved Danmarks ældste olieselskab. Siden har selskabet skiftet tre gange. Først blev det købt af amerikanske Esso og i 1986, af norske "Den norske stats oljeselskap a.s", i dag Statoil ASA og i 2012 af det canadiske selskab Alimentation Couche-Tard.

## Ekstern kilde/henvisning
- Statoil.dk Arkiveret 13. december 2009 hos  Wayback Machine